# Cariblatta punctipennis
Cariblatta punctipennis es una especie de cucaracha del género Cariblatta, familia Ectobiidae.

## Distribución
Esta especie se encuentra en isla de San Cristóbal, isla de Montserrat, Dominica y Barbados.